# In aanwezigheid van Schopenhauer
In aanwezigheid van Schopenhauer (oorspronkelijke Franse titel: En présence de Schopenhauer) is een boek van de Franse schrijver Michel Houellebecq. Het betreft een persoonlijke reflectie op het werk van de Duitse filosoof Arthur Schopenhauer (1788-1860) en de invloed die dit op Houellebecq heeft gehad. Het essay is waarschijnlijk omstreeks 2003 ontstaan en werd door de schrijver enige tijd beschouwd als onvoltooid, maar werd in 2017 toch uitgegeven. De Nederlandse vertaling door Martin de Haan verscheen een jaar later, voorzien van een uitgebreid voorwoord van de vertaler. In 2022 werd het essay, zonder voorwoord, opgenomen in de verzamelbundel Nader tot de ontreddering. De koude revolutie 2022.

## Inhoud

### Titel
Met de titel 'In aanwezigheid van Schopenhauer' geeft de auteur aan hoezeer de invloed van Schopenhauer aanwezig is in zijn leven en zijn werk. Men kan zelfs spreken van een zekere 'zielsverwantschap'.

### Opbouw
Het boek telt 96 pagina's, waarvan ongeveer een derde bestaat uit het voorwoord van Martin de Haan. Het essay, zoals opgenomen in de bundel Nader tot de ontreddering. De koude revolutie 2022, zonder voorwoord, omvat 45 pagina's. Het bestaat uit een inleiding en zes genummerde en getitelde hoofdstukken:
- Inleiding. Word wakker, vriend, verlaat de kindertijd!
- 1. De wereld is mijn voorstelling
- 2. Neem de dingen aandachtig in ogenschouw
- 3. Zo objectiveert het willen-leven zich
- 4. Het schouwtoneel van de wereld
- 5. Het praktische leven: wat we zijn
- 6. Het praktische leven: wat we hebben

Het essay heeft in feite de vorm van een becommentarieerde bloemlezing van het werk van Schopenhauer; een vijfentwintigtal citaten neemt ruim de helft van de tekst in beslag.

### Inhoud
Houellebecq vertelt in de inleiding hoe hij als 26-jarige op een exemplaar van Schopenhauers Bespiegelingen over levenswijsheid stuitte. Het sloeg als een bom bij hem in en hij ging op zoek naar ander werk van de filosoof, dat tot zijn ergernis in die tijd nauwelijks verkrijgbaar was in Parijs. Hoewel hij zich later "bekeerde" tot het positivisme van Schopenhauers tijdgenoot Auguste Comte (1798-1857), vindt hij nog steeds troost in Schopenhauers filosofie.
|                                                                   |  |  |
| Arthur Schopenhauer als jongeling (27) en op latere leeftijd (67) |  |  |

Houellebecq behandelt twee werken van Arthur Schopenhauer, waaruit hij soms lange passages citeert. Het eerste is Schopenhauers hoofdwerk De wereld als wil en voorstelling (Duits: Die Welt als Wille und Vorstellung) uit 1819, herzien en uitgebreid in 1844 en 1859. Houellebecq bewondert dit werk zeer, omdat het "een volledig filosofisch systeem" bevat "dat antwoord beoogt te geven op alle (metafysische, estethische, ethische) vragen waarmee de filosofie zich sinds haar oorsprong bezighoudt". Over Schopenhauers openingszin zegt hij het volgende: "'De wereld is mijn voorstelling': een oprechter, eerlijker beginzin is moeilijk te vinden."
In hoofdstuk 2 staat Schopenhauers ongewone benadering van de 'esthetische beschouwing' centraal, waarbij "we niet meer het 'waar', het 'wanneer', het 'waarom' en het 'waartoe' van de dingen beschouwen, maar enkel en alleen het 'wat'". Houellebecq zegt hierover: "Deze beschrijving van de heldere aanschouwing – die aan de oorsprong van alle kunst ligt – is zelf zo helder dat je het radicaal vernieuwende karakter ervan gemakkelijk zou vergeten." Schopenhauer stelt dat niet elk onderwerp geschikt is voor zuiver esthetische beschouwing. Zo moet het onderwerp geen lust of afkeer oproepen, en zeker geen weerzin. Houellebecq betrekt dit op zijn eigen schrijven: mag men in een roman een gruwelijke misdaad of een geslachtsdaad beschrijven? Wat dat laatste betreft, heeft hij een eenvoudige test: als er geen erectie optreedt, is het geen pornografie.
In hoofdstuk 3 en 4 komen respectievelijk Schopenhauers benadering van "het willen-leven" en "de wereld als schouwtoneel" aan de orde. Hoofdstuk 3 eindigt met een passage van Schopenhauer over het eindeloze lijden in de natuur: "[...] in plaats daarvan zien we alleen kortstondig behagen, vluchtig, door gebrek bepaald genot, veel en langdurig lijden, onafgebroken strijd, bellum omnium, elk dier een jager en elk dier een prooi, gedrang, gebrek, nood en angst, gebrul en gejank; en dat gaat zo door in saecula saeculorum, of totdat de korst van de planeet weer eens openbarst." Houellebecq vindt met name de slotzin prachtig, die hij wil opdragen aan de milieubeweging: "Waartoe dient dat gruwelijk schouwspel? Daar is maar één antwoord op: zo objectiveert de wil tot leven zich."
In de laatste twee hoofdstukken bespreekt Houellebecq het eerder genoemde werk Bespiegelingen over levenswijsheid (Duits: Aphorismen zur Lebensweisheit) uit 1851. Het bevat praktische tips voor een zo aangenaam mogelijk leven. Het vreemde van dit geschrift is dat het eigenlijk ingaat tegen de kern van Schopenhauers filosofie, namelijk dat het leven een en al lijden is. Schopenhauer doet er zelf niet moeilijk over: "Bijgevolg berust de hele uiteenzetting die ik hier wil geven in zekere zin op een compromis." Houellebecq voegt daaraan toe: "feit is dat we dat boek erg zouden missen als het niet bestond, want het is ongetwijfeld het briljantste, toegankelijkste en grappigste dat hij heeft geschreven". Hoofdstuk 5 eindigt met Schopenhauers vaststelling dat de ontwikkelde mens gevoeliger is voor pijnlijke emoties. Bovendien raakt hij meer en meer vervreemd van de minder ontwikkelden, wat ook weer allerlei problemen met zich mee brengt. "Heeft men niet al vaak genoeg, en niet zonder schijn van gelijk, beweerd dat de geestelijk minst bedeelde mens in wezen de gelukkigste is? Al hoeft niemand hem dat geluk te benijden." Houellebecq sluit af met "Is dat wel zo zeker?"
In het laatste hoofdstuk geeft Schopenhauer – tot tevredenheid van Houellebecq – praktische adviezen voor het materiële welzijn. Een klein kapitaal is onontbeerlijk, wil men gespaard blijven van het ergste lijden. Zo kan een mens met superieure geestesvermogens voor zijn genie leven: "zijn schuld aan de mensheid zal hij in honderdvoud aflossen, doordat hij presteert wat geen ander zou kunnen en iets voortbrengt wat haar als geheel ten goede komt en misschien zelfs tot eer strekt".

## Publicatie
En présence de Schopenhauer ontstond waarschijnlijk omstreeks 2003, maar bleef jarenlang als onvoltooid manuscript ongepubliceerd. In 2017 verscheen het als zelfstandige uitgave, tegelijk met het volume L'Herne: Houellebecq in de prestigieuze reeks Les Cahiers de L'Herne. Het essay werd onmiddellijk opgemerkt en werd in de jaren daarna in diverse talen vertaald. Het copyright berust bij Houellebecqs vaste uitgever Flammarion.
De Nederlandse vertaling In aanwezigheid van Schopenhauer door Martin de Haan verscheen op 28 augustus 2018 bij De Arbeiderspers. Het essay verscheen als paperback en e-boek met een uitgebreid voorwoord van Martin de Haan. Sinds 2022 is het boek voor mensen met een leesbeperking beschikbaar als luisterboek.

### Uitgaven (selectie)
- (fr)  Michel Houellebecq: En présence de Schopenhauer. Uitgever: L'Herne (originele uitgave: 11 januari 2017)
- (it)  Michel Houellebecq & Vincenzo Vega (vertaler): In presenza di Schopenhauer. La nave di Teseo (1 mei 2017)
- (es)  Michel Houellebecq & Joan Riambau Möller (vertaler): En presencia de Schopenhauer. Anagrama (24 januari 2018)
- (nl)  Michel Houellebecq & Martin de Haan (vertaler): In aanwezigheid van Schopenhauer. De Arbeiderspers (20 augustus 2018)
- (de)  Michel Houellebecq & Stephan Kleiner (vertaler): In Schopenhauers Gegenwart. Dumont Buchverlag (16 februari 2019)
- (en)  Michel Houellebecq & Andrew Brown (vertaler): In the Presence of Schopenhauer. Britse editie: Polity (20 juli 2020)
- (ja)  Michel Houellebecq & Nao Sawada (vertaler): ショーペンハウアーとともに (Shōpenhauā to tomoni). Kokusho (23 juni 2021)[10]

### Ontvangst
Géraldine Mosna-Savoye van France Culture schreef dat Houellebecq zich in dit boek laat kennen als "een formidabele commentator", en dat het een vergissing zou zijn om het boek alleen maar te lezen om Houellebecqs eigen werk beter te begrijpen. Joseph Hanimann van de Süddeutsche Zeitung merkte op dat de opname van Houellebecq in Les Cahiers de L'Herne gezien kan worden als een eerbewijs dat alleen de grootste schrijvers te beurt valt. Verder noemde hij Houellebecqs commentaren op Schopenhauer "grondig en origineel". Hanimann was gefascineerd door Houellebecqs verdediging van erotiek als een levensvatbaar onderdeel van kunst, wat in tegenspraak is met Schopenhauers visie, en schreef dat "het gewoon jammer is dat hij niet verder ingaat op dergelijke paradoxen".
De Nederlandstalige kritieken varieerden van gematigd enthousiast tot afwijzend. Maarten Doorman (NRC Handelsblad) noemde In aanwezigheid van Schopenhauer, in verband met de aaneengeregen citaten, "een merkwaardig boekje over de Duitse filosoof". Frank Meester vroeg zich in de Volkskrant af: "Waarom zijn schrijvers zo gek op deze 19de-eeuwse brompotfilosoof?" Het Vlaamse Humo schamperde: "Het zal niemand verbazen dat de auteur van het dystopische ‘Onderworpen’ Arthur Schopenhauer bewondert, de zwartgallige pretbederver bij uitstek." Sid Lukkassen schreef in Doorbraak: "niet helemaal duidelijk voor wie het bedoeld is, maar wel de moeite van het lezen waard". De historicus Arnout le Clercq besprak het boek voor het Nexus Instituut. Houellebecq schrijft volgens Le Clercq met veel enthousiasme en bewondering, maar "dit essay daarentegen was gebaat geweest bij meer duidelijkheid en minder gemijmer". Zo vond hij het jammer dat Houellebecq in de inleiding opmerkt dat hij 'schopenhaueriaan af' is en zich 'bekeerd' heeft tot Comte, maar verzuimt dit toe te lichten.